# Impatiens trichura
Impatiens trichura är en balsaminväxtart som beskrevs av Otto Warburg. Impatiens trichura ingår i släktet balsaminer, och familjen balsaminväxter. Inga underarter finns listade i Catalogue of Life.